# Municipio de Greatstone
El municipio de Greatstone (en inglés: Greatstone Township) es un municipio ubicado en el condado de McLean en el estado estadounidense de Dakota del Norte. En el año 2010 tenía una población de 44 habitantes y una densidad poblacional de 0,47 personas por km².

## Geografía
El municipio de Greatstone se encuentra ubicado en las coordenadas 47°42′39″N 101°3′25″O / 47.71083, -101.05694. Según la Oficina del Censo de los Estados Unidos, el municipio tiene una superficie total de 93.28 km², de la cual 93,26 km² corresponden a tierra firme y (0,02 %) 0,02 km² es agua.

## Demografía
Según el censo de 2010, había 44 personas residiendo en el municipio de Greatstone. La densidad de población era de 0,47 hab./km². De los 44 habitantes, el municipio de Greatstone estaba compuesto por el 95,45 % blancos, el 4,55 % eran amerindios. Del total de la población el 0 % eran hispanos o latinos de cualquier raza.